# Paroplynová elektrárna
Paroplynová elektrárna je technologické zařízení, které využívá zemní plyn pro získání tepelné a elektrické energie. Jedná se o technologický celek, který vyrábí elektrickou energii přeměnou z chemické energie vázané v palivu (zemní plyn) prostřednictvím tepelné energie. Jedná se o účinnější zdroj než uhelná elektrárna. Emise oxidu uhličitého jsou nižší až o 70 %.[zdroj?]

## Princip

Princip činnosti paroplynové elektrárny: 1 – elektrické generátory, 2 – parní turbína, 3 – kondenzátor, 4 – čerpadlo, 5 – parogenerátor (parní kotel), 6 – spalovací turbína

V paroplynové elektrárně s kombinovaným cyklem se zemní plyn nejprve spálí v plynové neboli spalovací turbíně, která vyrobí první část energie. Vzniklé horké spaliny pak ještě vyrobí páru pro parogenerátor (podobně jako v uhelné elektrárně). Dvojitá výroba elektřiny při kombinovaném cyklu zvyšuje energetickou účinnost výroby elektřiny až na 58 %, zatímco průměrná uhelná elektrárna disponuje účinností zhruba 40 %.
Účinnost se zvyšuje se vzrůstající teplotou spalin vstupujících do spalovací turbíny, která je však omezená použitými materiály a konstrukcí turbíny. Očekává se nárůst vstupní teploty až na 1500 °C a tím zvýšení účinnosti až na 60 %. Účinnost nejvíce ovlivňuje teplota a vlhkost nasávaného vzduchu kvůli měnící se měrné hmotnosti vzduchu (rozdíl teplot okolí o 40 °C způsobí až 13 % poklesu ve výstupním výkonu elektrárny). Výstavba paroplynových elektráren je levnější a rychlejší než výstavba uhelných nebo jaderných elektráren.
Paroplynové elektrárny s otevřeným cyklem mají vyšší spotřebu plynu (a nižší účinnost), ale lze je snadněji regulovat, než elektrárny s uzavřeným cyklem (pracovní médium je ochlazeno a znovu použito).

## Paroplynové elektrárny v Česku

### Počerady
Na konci března 2010 oznámil ČEZ výstavbu paroplynové elektrárny v areálu Počerady. Dostavěna byla roku 2013, kvůli skokovému poklesu cen silové elektřiny v období stavby se však její provoz nevyplatí a v současnosti je uváděna do provozu jen při výpadcích některé z velkých elektráren. Její výkon je 838 MW, ČEZ do ní investoval 16 miliard korun. Po rekonstrukci v roce 2021 byl její výkon zvýšen na 876 MW.

### Kladno
Elektrárnu provozuje společnost Alpiq a je využívána především v denních špičkách. Nachází se v areálu tepelné elektrárny Kladno. Podle momentální potřeby je schopna spalovat zemní plyn i topný olej. Maximální výkon elektrárny je 60 MW.

### Vřesová
Elektrárna je v majetku Sokolovské uhelné a má výkon 2x220 MW. Byla postavena v roce 1996 v oblasti nedaleko Karlových Varů v obci Vřesová. Účinnost elektrárny při kondenzačním provozu parní turbíny je 50,5 %, při využití teploty spalin pro předehřev vody 54,5 %. Energii vyrábí spalováním energoplynu vzniklého zplynováním hnědého uhlí a je připravena i na provoz na zemní plyn.